# Chapulhuacán
Chapulhuacán là một đô thị thuộc bang Hidalgo, México. Năm 2005, dân số của đô thị này là 20577 người.